# Воронежские Верхи
Воронежские Верхи — село в Ухоловском районе Рязанской области, входит в состав Коноплинского сельского поселения.

## Географическое положение
Село расположено в верховьях реки Лесной Воронеж в 9 км на север от центра поселения села Коноплино и в 19 км на юго-восток от райцентра посёлка  Ухолово.

## История
Деревня Воронежские Верхи упоминается в окладных книгах 1676 года в приходе к селу Высокому. В XIX веке в Воронежских Верхах была построена Спасская церковь и село имело второе название — Новоспасское.
В XIX — начале XX века село было разделено рекой на две части: западная - входила в состав Коноплинской волости Ряжского уезда, восточная — в состав Кутло-Борковской волости Сапожковского уезда Рязанской губернии. В 1906 году в селе было 80 дворов.
С 1929 года село являлось центром Воронежско-Верховский сельсовета Ухоловского района Рязанского округа Московской области, с 1937 года — в составе Рязанской области, с 1957 года — в составе Коноплинского сельсовета, с 2005 года — в составе Коноплинского сельского поселения.

## Население
| 1859 | 1906 | 2010 |
| ---- | ---- | ---- |
| 654  | ↗992 | ↘1   |

## Достопримечательности
В селе расположена полуразрушенная Церковь Спаса Нерукотворного Образа.